# Wazelina hydrofilowa
Wazelina hydrofilowa (farm. Vaselinum hydrophylicum, syn. Petrolatum hydrophylicum) – bezwodne, farmaceutyczne podłoże maściowe o właściwościach absorpcyjnych i lipofilowych. W Polsce pierwsza monografia szczegółowa tego preparatu galenowego pojawiła się w Farmakopei Polskiej V, supl. 1 (1995 r.). W skład podłoża wchodzą następujące składowe: cholesterol 3 cz., alkohol stearylowy 3 cz., wosk biały 8 cz., wazelina biała 86 cz.
W porównaniu z innymi podłożami o charakterze lipofilowym i absorpcyjnym (m.in. euceryną i maścią cholesterolową), wazelina hydrofilowa jest podłożem o dość twardej konsystencji (z powodu zawartego w znacznej ilości wosku). Posiada wysoką liczbę wodną (według FP nie powinna być mniejsza niż 250).
Wazelina hydrofilowa wchodzi w skład niektórych farmakopealnych preparatów galenowych, m.in. maści kamforowej i maści z tlenkiem cynku. Podłoże to wyparło tłuszcz wieprzowy, który dawniej był składową tych dwóch maści (FP IV).
Wazelina hydrofilowa stosowana jest do wytwarzania maści zarówno bezwodnych, jak i uwodnionych. Nie należy mylić tego podłoża z maścią hydrofilową (Unguentum hydrophylicum).
Pomimo dostępności na rynku polskim od wielu lat wazeliny hydrofilowej jako surowca farmaceutycznego, jest stosunkowo rzadko wykorzystywana w praktyce receptury aptecznej.